# Мартин, Вильям
Вильям Чарльз Линней Мартин (1798—1864) — английский натуралист.
Мартин был куратором музея Лондонского Зоологического Общества с 1830 по 1838 гг., пока он не потерял работу в результате сокращения финансирования. Он начал писать книги и статьи об истории живой природы. Мартин написал более тысячи статей и книг, включая:
- A Natural History of Quadrupeds and other Mammiferous Animals (1841),
- The History of the Dog (1845),
- The History of the Horse (1845),
- Pictorial Museum of Animated Nature (1848—1849),
- Cattle: their breeds, management and diseases (1853),
- Our Domestic Fowls.

Он также время от времени общался с Чарльзом Дарвином.